# Dançando Lambada
Dançando Lambada è il secondo singolo del gruppo musicale franco-brasiliano Kaoma, pubblicato in seguito al grande successo di Lambada nel 1989 e interpretato dalla cantante Loalwa Braz in lingua portoghese. Il brano, così come il precedente singolo, è contenuto nell'album d'esordio del gruppo Worldbeat e ha fatto il giro del mondo, pur riscuotendo minore successo di Lambada.

## Classifiche
| Classifica (1989/90) | Posizione massima |
| -------------------- | ----------------- |
| Austria              | 17                |
| Belgio (Fiandre)     | 11                |
| Finlandia            | 2                 |
| Francia              | 4                 |
| Germania             | 18                |
| Irlanda              | 11                |
| Italia               | 8                 |
| Paesi Bassi          | 5                 |
| Regno Unito          | 62                |
| Spagna               | 7                 |
| Stati Uniti (latin)  | 3                 |
| Svizzera             | 6                 |